# Neoscortechinia angustifolia
Neoscortechinia angustifolia är en törelväxtart som först beskrevs av Airy Shaw, och fick sitt nu gällande namn av P.C.van Welzen. Neoscortechinia angustifolia ingår i släktet Neoscortechinia och familjen törelväxter. Inga underarter finns listade i Catalogue of Life.